# Таланти Бойківщини
«Таланти Бойківщини» — збірник науково-популярних нарисів про письменників, учених-етнографів, істориків і фольклористів, діячів музичного, театрального, образотворчого і народного декоративно-ужиткового мистецтва — вихідців з Бойківщини від першої половини XIX ст. до 1980-х років.
Автор збірника — Григорій Дем'ян (1929—2013).
Збірник вийшов 1991 року у львівському видавництві «Каменяр» тиражем 4900 примірників і обсягом 325 сторінок. ISBN 5-7745-0306-2.
Збірник містить чотири нариси про Івана Франка — його подорожі і діяльність на теренах Самбірщини, Сколівщини, Старосамбірщини і Турківщини, Стрийщини.
Нариси про письменників: Лука Данкевич, Федір Заревич, Богдан Кирчів, Павло Кирчів, Марія Устиянович-Бобикевич, Ірина Левинська, Володимир Матіїв, Ярослав Сачко.
В книзі описані діячі музичного, образотворчого та театрального мистецтва: Степан Шепедій, Омелян Бачинський, Іван Слав'як, Тирс Венгринович, Михайло Белень.
Вченим, громадсько-культурним і суспільно-політичним діячам присвячені нариси: Августин Волошин, Михайло Скорик, Роман Кирчів, Михайло Глушко, Сидір Кираль, Степан Павлюк, Омелян Пріцак, Степан Злупко.
Майстрам народної творчості присвячені нариси: Михайло Бумба, Богдан Дем'ян, Микола Рініло.